# Шклов
Шклов (біл. Шклоў) — місто районного підпорядкування в Могилівській області Білорусі, адміністративний центр Шкловського району, на правому березі річки Дніпро. Відстань до Могильова 30 км. Залізнична станція на лінії Орша—Могильов. Населення 15,6 тис. (2006).

## Історія
Вперше згадується у 1526 році. Місто виникло на місці сучасних селищ Старий Шклов і Хотімка. Під час війни Московської держави з Великим князівством Литовським (1534—1537) у 1535 спалений. З 2-ї половини 16 ст. центр Шкловського графства. Під час Лівонської війни (1558—1583) двічі спалений московським військом. У кінці 16 століття перенесений на сучасне місце. У 16-17 столітті у місті існував великий Шкловський замок і міські укріплення.
Дідичами Шклова були представники роду Ходкевичів. Після того, як Анна Єфросина Ходкевич (донька троцького воєводи Олександра Ходкевича (пом. 1626) та його першої дружини Еуфемії Сененської, доньки львівського підкоморія Анджея) вийшла заміж за надвірного коронного хорунжого Прокопа Сенявського, маєтність перейшла до представників роду Сенявських гербу Леліва, частина з яких (зокрема, й останній з роду Адам-Миколай) підписувалися як «граф на Шклові і Миші».
У 1654 місто здане московському війську. Влітку 1655 у Шклові розмістилася тимчасова ставка царя Олексія Михайловича. У 1660 місто повернулося до поляків, але у 1666 знов захоплене московським військом. Наступного 1667 року повернуто Речі Посполитій. У 1708 (під час Північної війни 1700—1721) розграбоване російськими військами за допомогу шведам. У 1762 місто отримало магдебурзьке право, печатку і герб[джерело?].
Після першого поділу Речі Посполитої (1772) місто у складі Російської імперії. У 1773—1777 повітовий центр Могилівської провінції і губернії. З 1777 містечко, центр волості Могилівського повіту. З 1778 володіння Семена Зорича.
З початку 19 століття — важливий торговий центр Білорусі, пристань на Дніпрові. На початку 20 століття через Шклов прокладена залізниця Орша — Могилів. З 1919 у складі РРФСР, з 1924 — БРСР (центр Шкловського району).

## Економіка
Підприємства харчової, паперової, комбікормової промисловості. Готель «Крынічка». Входить до туристичних маршрутів «Історично-культурна спадщина Могилівського краю» і «Вітчизни славні імена».

## Відомі люди

### Власники
- Ходкевич Олександр Іванович
- Ходкевич Ганна Єфросина
- Зорич Семен Гаврилович

## Галерея

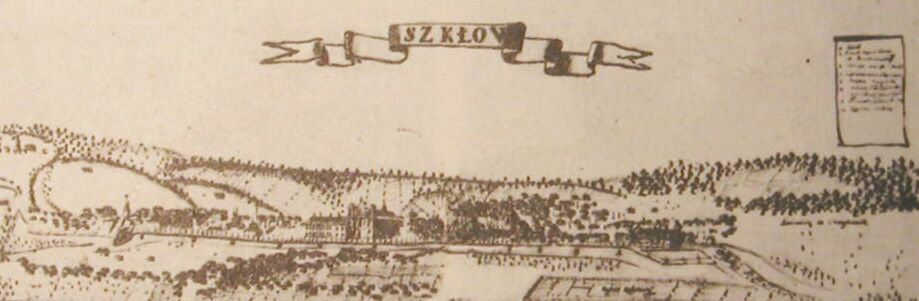
Шклов — малюнок 18 століття.
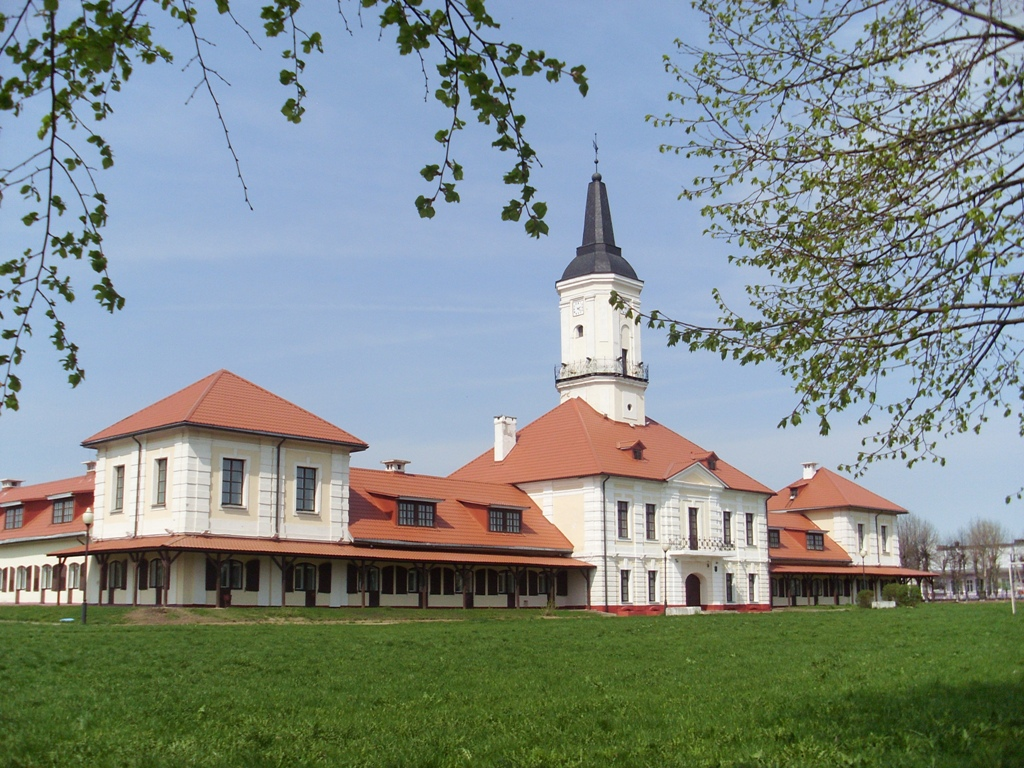
Ратуша
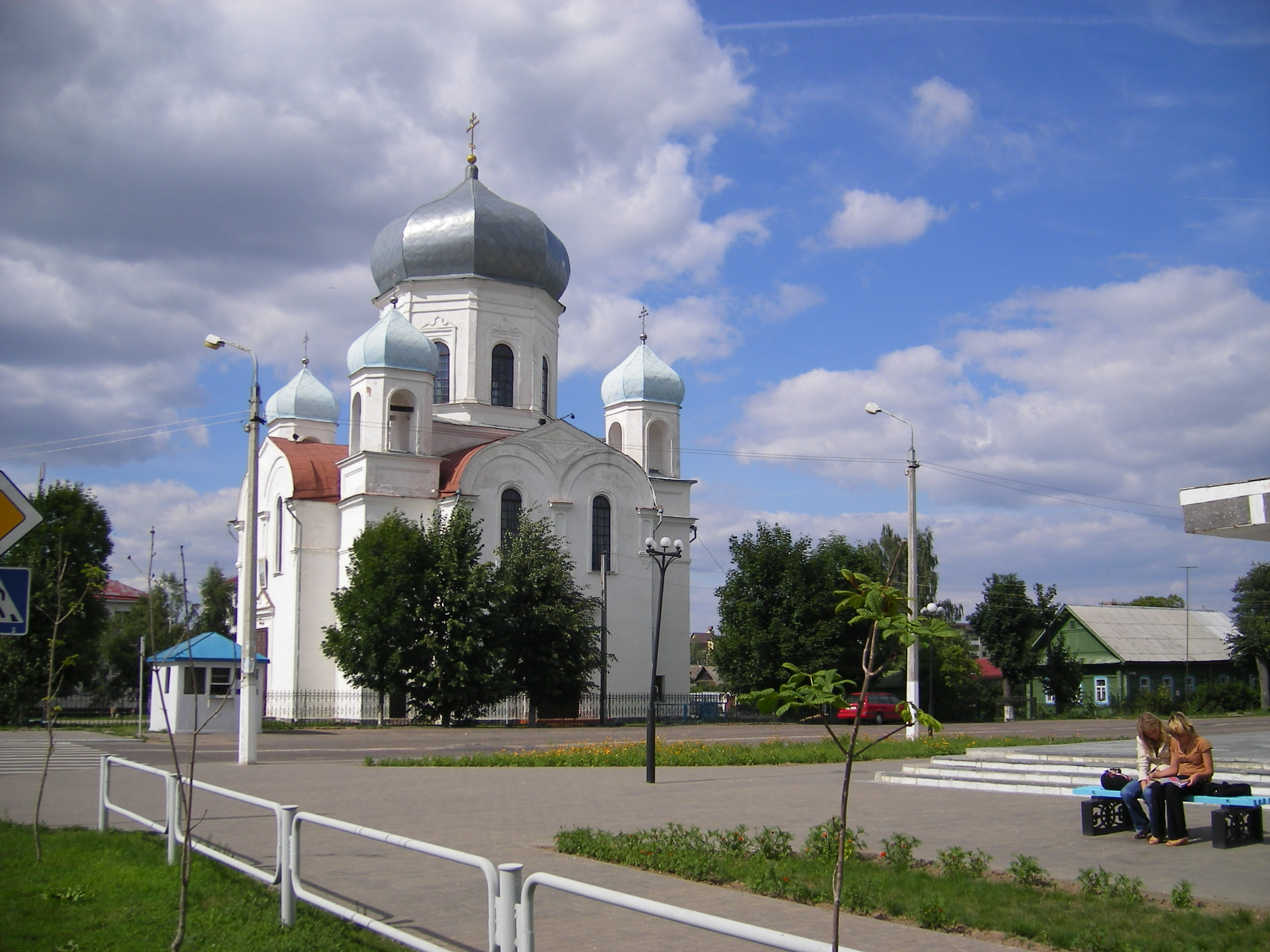
Спасо-Преображенська церква